# Districte de Murshidabad

Situació del districte

El districte de Murshidabad (bengalí মুর্শিদাবাদ জেলা) és una divisió administrativa de Bengala Occidental a la riba esquerra del Ganges, amb una superfície de 5.341 km² i una població de 5.863.717 habitants al cens del 2001. La capital és Baharampur, però la ciutat de Murshidabad és la que li dona nom, i fou la seu dels nawabs de Bengala fins que els britànics la van establir a Calcuta el 1772.

## Geografia
Està format per dues regions naturals separades pel riu Bhagirathi. A l'oest es troben la regió anomenada Rarh, continuació de l'altiplà de Chhota Nagpur i a l'est l'anomenada Bagri, un fèrtil territori al·luvial part del delta del Ganges. Els rius principals són el Padma (amb els seus distributaris), el Bhagirathi i el Jalangi. Els afluents del Bhagirathi són el Bansloi, el Pagla, el Chora Dekra i el Dwarka o Babla (que s'uneix al Mor) i els del Jalangi el Bhairab i el Sialmari. Els llacs principals són el Telkar Bil west i el Motijhil.

## Administració
El formen cinc subdivisions:
- Barhampur
- Domkol.
- Lalbag.
- Kandi.
- Jangipur.

Cada subdivisió està formada per municipalitats i blocs (blocks) de desenvolupament rural on hi ha les ciutats de cens i les àrees rurals. En total hi ha 29 zones urbanes, de les quals 7 són municipalitats i 22 ciutats de cens. Baharampur i Kasim Bazar unides formen una aglomeració urbana.
La subdivisió de Barhampur és formada per les municipalitats de Baharampur i Beldanga i cinc blocs:
- Berhampore o Barhampur o Baharampur
- Beldanga I
- Beldanga II
- Hariharpara
- Naoda

La subdivisió de Domkol la forma la municipalitat de Dhulian i quatre blocs:
- Domkol
- Raninagar I
- Raninagar II
- Jalangi

La subdivisió de Lalbag és formada per les municipalitats de Murshidabad i Jiaganj Azimganj i cinc blocs:
- Murshidabad
- Jiaganj
- Bhagawangola I
- Bhagawangola II
- Lalgola
- Nabagram

La subdivisió de Kandi la formen la municipalitat de Kandi i cinc blocs:
- Kandi
- Khargram
- Burwan
- Bharatpur I
- Bharatpur II

I la subdivisió de Jangipur està formada pel municipi de Jangipur i set blocs
- Raghnathganj I
- Raghnathganj II
- Suti I
- Suti II
- Samserganj
- Sagardighi
- Farakka.

Hi ha 26 thanes, 27 blocs, 7 municipis, 254 gram panchayats i 1.937 pobles. Els musulmans formen el 63,67% de la població, i els hindús el 35,92%. La població és de majoria bengalina amb un 13,5% de tribals. La llengua principal és el bengalí.

## Història
Les restes prehistòriques més antigues datarien de vers el 1500 aC. Antigament el riu Bhagirathi separava a l'est el regne de Banga i a l'oest el de Karna Suvarna la capital del qual estava segurament a Rangamati o prop d'aquesta. A la regió va estar el regne de Gauda i la capital del seu rei Shashanka el segle VII i potser del rei Mahipala, un dels darrers reis pales. Sota la dinastia sena el riu separava el Rarh del Bagri.
El territori fou conquerit vers 1197 per Muhammad-i-Bakhtyar Khalji, i formà part dels dominis dels governadors i reis musulmans de Gaur. Sota domini mogol al segle xvi, al segle següent es van fundar factories a Cossimbazar, que en aquest temps era la capital del comerç de la seda. Al segle xvi la tradició diu que Akbar va fundar Maksudabad. El 1701 Kartalab Khan fou nomenat diwan de la suba (província) de Bengala per Aurangzeb i el 1702 va traslladar la capital des de Dhaka a la vila de Maksudabad; quan el 1703 va obtenir de l'emperador el títol de Murshid Quli Khan la capital fou rebatejada del seu nom com Murshidabad (1704), i hi va construir un palau. Murshidabad, Cossimbazar i Berhampore foren els centres històrics principals i altres llocs a tenir en compte són Badrihat i Rangamati. La família de Jagat Seth va mantenir una posició de banquers de l'estat a Murshidabad, durant generacions.
El 1765 el govern de Bengala fou cedit als britànics. El 1770 el territori fou assolat per una gran fam que va matar a tres octaves parts de la població. El 1772 la capital de Bengala fou establerta per Warren Hastings a Calcuta i un col·lector fou nomenat per primera vegada al front del districte de Murshidabad amb autoritat sobre el zamindari de Murshidabad i els zamindaris veïns de Birbhum i Bishnupur, territoris gairebé sense llei, i per una millor administració foren separats de Murshidabad el 1787 quedant reduït als seus límits moderns amb 5.550 km² oficialment. L'autoritat judicial perduda el 1772 en favor de Calcuta, fou retornada al districte el 1775 però el 1790 tota autoritat fiscal i judicial fou traslladada a Calcuta. El [1799] la capital del districte es va establir a Berhampore; el nawab de Bengala va conservar residència a la ciutat i va esdevenir el primer noble de la província; el seu palau modern fou construït el 1837 en estil italià. El 1880 va rebre el títol de Nabab de Murshidabad en el lloc del de nabab nazim de Bengala. Vegeu Murshidabad (nawab).
El districte formà part de la divisió de Rajshahi fins al 1875 quan fou traslladat a la divisió de la presidència de Bengala. El 1870 va patir importants inundacions per crescuda del Bhagirathi; al mateix any hi va haver escassetat i alguns disturbis per aquesta causa; l'escassetat fou més severa el 1874 i altre cop el 1879 quan el govern va haver d'intervenir i organitzar treballs per donar menjar a la gent, obtenint la cooperació dels zamindars, i especialment de la maharani Sarnamayi. El terratrèmol de 1897 va causar seriosos danys al districte.
La població del districte era:
- 1872: 1.214.104 habitants
- 1881: 1.226.790 habitants
- 1891: 1.250.946 habitants
- 1901: 1.333.184 habitants

Era integrada administrativament per quatre subdivisions: 
- Berhampore
- Lalbagh (capital Murshidabad)
- Jangipur
- Kandi

Les ciutats principals eren Baharampur la capital, Murshidabad, Azimganj, Jangipur i Kandi. La llengua principal era el bengalí, dialecte central, i la religió majoritaria era l'islam (prop de 700.000), seguida de l'hinduisme (650.000). Les castes índies principals eren els kaibarttes (95.000), els bagdis (40.000), els sadgops (39.000), els chains (38.000), els bramans, els ahirs i els goales. El 58% de la població depenia de l'agricultura i el 19% de les indústries; poca incidència tenien el comerç i els professionals.
El 1921 es va formar el comitè local del Congrés Nacional Indi sota la presidència de Brajabhushan Gupta. El 1937 el nawab Wasif Ali Mirza va intentar formar una associació unida hindú-musulmana i el 1943 va aconseguir reunir una conferència a Calcuta a petició de Fazlul Haque. El 1940 es va formar el Partit Socialista Revolucionari encapçalat per Tridib Choudhury. El 15 d'agost de 1947 el districte va passar a formar part del Pakistan per ser de majoria musulmana però el 17 d'agost va ser transferit a l'Índia per decisió de la Comissió Radcliffe.